# Locatory
Locatory.com は、リトアニアのヴィリニュスに本拠を置く、航空分野に特化した企業である。商用、軍用、宇宙航空機の部品、資産、航空関連サービスのグローバルなマーケットプレイスの運営を行っている。
Locatory.com は、世界最大級のACMI(航空機、クルー、メンテナンス、保険)企業の一つであるAvia Solutions Group(アヴィア・ソリューションズ・グループ)の一部である。

## 沿革
Locatory.com は2010年にリトアニアのヴィリニュスで設立された。2015年に社名を登録し、それ以来3回のリブランドを経ている。
2014年、航空機の交換部品とMROサービスを見つけるプロセスを簡略化するために、Amber AIプロジェクトを開始した。
2015年に、Sensus MROと呼ばれるMRO企業向けのクラウドベースのERPシステムを導入した。  
2016年に輸送サービスに進出し事業を拡大した。
2019年に製品ラインをエンジンスタンドにまで拡大した。1,000万米ドルをエンジンスタンドリース事業に投資し、AGSEとスタンド製造のパートナーシップを結んだ。 
Locatory Distributorという名の予備部品在庫販売者向けサービスを立ち上げた。
2022年にLocatory.comが運営しているマーケットプレイスの刷新を開始した。
2023年に、ERP.Aero(航空宇宙サプライヤー向けクラウドベースERP)と提携し、在庫リストの自動登録と更新を可能にし、顧客がRFQモジュールのERP.Aeroに直接RFQを受け取れるようにした。

## 運営
Locatory.comのマーケットプレイスには、商用および軍用航空機の120億個の世界的な航空機部品のデータベースがある。また発送、輸送サービスも提供している。
航空機の交換部品とMROサービスを見つけるプロセスを簡略化するためのAIベースのエンジンAmber AIを保有している。